# Cent poetes, cent poemes
Cent poetes, cent poemes (també traduït com Cent poetes, un poema cadascú, és una antologia de poemes japonesos d'estil Hyakunin Isshu (百人一首) molt popular, literalment 'cent persones, un poema', feta sobre poemes compilats en el període Kamakura. Procedeix sobretot de les principals antologies del període Heian. Quasi tan important com els poemes en si és el criteri de selecció del compilador principal, el poeta Fujiwara no Teika (s. XIII).
Són poemes breus, anomenats tanka, de cinc versos de 5,7,5,7 i 7 síl·labes, dels quals els primers tres proposen un tema que se sol resoldre en els darrers dos. Es difongueren enormement durant el període Edo en forma de joc de cartes en dues baralles (una amb els poemes sencers i l'altra solament amb les fins), en què cal escoltar els primers tres versos d'un poema, i cada jugador ha de tractar d'associar-los ràpidament amb la carta en què hi ha escrits els darrers dos versos.
Açò feu que l'antologia fos tan popular, fins i tot en les edicions modernes.